# ناحیه مغرار
ناحیه مغرار (به عربی: دائرة مغرار) یک ناحیه در الجزایر است که در استان نعامه واقع شده‌است. ناحیه مغرار ۲٬۸۶۱ کیلومتر مربع مساحت و ۵٬۰۹۷ نفر جمعیت دارد.